# Каннингем, Александр
Сэр Александр Каннингем (англ. Sir Alexander Cunningham; 23 января 1814 года, Лондон, Великобритания — 28 ноября 1893 года, там же) — британский индолог, один из передовых археологов своего времени, который первым занялся научным изучением индийских древностей.

## Биография
Сын шотландского писателя Аллана Каннингема, брат Питера Каннингема. В 19-летнем возрасте Александр Каннингем, в звании второго лейтенанта, отправился военным инженером в Индию и провёл там на государственной службе 28 лет (в частности, был адъютантом генерал-губернатора барона Окленда, участником подавления восстаний и главным инженером Бирмы).
Встреча с англо-индийским историком и исследователем древнеиндийских языков Джеймсом Принсепом в 1833 году пробудила в Каннингеме интерес к индийской археологии, ставшей увлечением всей его жизни. В 1861 году, с учреждением Индийского археологического надзора, назначается его руководителем и находится на этом посту, с перерывами, до 1885 года.
Предметом его пристального интереса были храм Махабодхи и первая ступа. Каннингем выяснил местонахождение легендарного города Таксила. Он привлёк внимание европейцев к такому уникальному памятнику древности, как железная колонна. Опубликовал первые данные о существовании хараппской цивилизации.
В 1851 году произвёл раскопки в Санчи и Сатдхаре, обнаружив реликвии, принадлежавшие главным ученикам Будды Шарипутре и Маудгальяяне
За свои заслуги Каннингем был прозван «отцом индийской археологии». В 1867 году возведён королевой Викторией в рыцари.
Умер 28 ноября 1893 года в лондонском районе Кенсал-Грин (англ.) и похоронен на местном кладбище.